# Talorc mac Achiuir
Talorc mac Achiuir  roi légendaire des Pictes du début du Ve siècle.

## Contexte
Bien que considéré comme un roi légendaire Talorc mac Achiuir ou Achivir dont le nom n'est connu que par la Chronique Picte, précède immédiatement Drust mac Erp considéré comme le premier roi historique des Pictes. Les différentes listes lui accordent un règne de 17 ans ou de 25 ans. Si cette dernière durée de règne est correcte elle concerne la période du début du Ve siècle ; ce souverain serait donc contemporain du missionnaire saint Ninian, de la fondation de l'église de Candida Casa dans le Galloway et du roi Tutagual d'Alt Clut